# Ptychochromis makira
Ptychochromis makira es una especie de peces de la familia Cichlidae en el orden de los Perciformes.

## Morfología
- Los machos pueden llegar alcanzar los 14,6 cm de longitud total.[1]

## Hábitat
Vive en zonas de clima tropical.

## Distribución geográfica
Se encuentra en Madagascar.